# Det Kongelige Akademi for de Skønne Kunster
Det Kongelige Akademi for de Skønne Kunster, før 1991 Akademiet for de Skønne Kunster, består af tres medlemmer, der vælges for seks år ad gangen med forskudte valgperioder af og blandt Kunstnersamfundets medlemmer. Kunstnersamfundets opgave er bl.a. at vælge og stille kandidater til akademiet. Optagelse i Kunstnersamfundet sker på baggrund af en vurdering af kvaliteten i en kandidats kunstneriske virksomhed og kvalifikationer. Medlemskab forudsætter dansk indfødsret eller fast bopæl i Danmark. Kunstnersamfundet medlemmer er pr. 2025 ca. 570 arkitekter og ca. 920 billedkunstnere, og det tilstræbes, at alle kvalificerede billedkunstnere og arkitekter optages.
Akademiets virksomhed udøves gennem Akademiraadet, der er statens rådgiver i kunstneriske spørgsmål inden for billedkunst og arkitektur, og står til rådighed for kommunerne og regionerne. Akademiraadet udpeges af og blandt akademiets medlemmer og består af seks billedkunstnere og seks arkitekter.
Akademiet yder støtte til danske billedkunstnere og arkitekter ved uddeling af en række legater og medaljer. Desuden udpeger og indstiller Akademiraadet fagkyndige personer til diverse repræsentantskaber, bestyrelser, råd, udvalg mv.
Det Kongelige Akademi for de Skønne Kunster er ikke en del af Det Kongelige Danske Kunstakademi. 

## Medlemmer af Akademiet
Pr. marts 2025 

### Arkitekterne
- Anders Ruhwald
- Ane Cortzen
- Anne Romme
- Camilla van Deurs
- Carsten Hoff
- Ellen Braae
- Erik Brandt Dam
- Eva Jarl Hansen
- Frank Maali
- Frans Drewniak
- Gitte Juul
- Hans Peter Hagens
- Jan Søndergaard
- Jens Bertelsen
- Jens Thomas Arnfred
- Johnny Svendborg Andersen
- Kasia Gasparski
- Kim Herforth Nielsen
- Lars Juel Thiis
- Lone Wiggers
- Martin Keiding
- Mette Tony
- Pil Høyer Thielst
- Sebastian Skovsted
- Søren Rasmussen
- Søren Thirup Pihlmann
- Thomas Bo Jensen
- Troels Troelsen
- Trude Mardal
- Uffe Leth

### Billedkunstnerne
- Anders Bonnesen
- Augusta Atla
- Bjarne Werner Sørensen
- Bjørn Poulsen
- Carina Zunino
- Ebbe Stub Wittrup
- Elle-Mie Ejdrup Hansen
- Hannibal Andersen
- Jeanette Land Schou
- Jesper Rasmussen
- Jette Ellgaard
- Julie Sass
- Karin Lind
- Kirsten Dufour
- Lisbeth Hermansen
- Lise Skou
- Maria Zahle
- Marianne Jørgensen
- Melou Vanggaard
- Morten Stræde
- Nanna Gro Henningsen
- Peter Holst Henckel
- Pontus Kjerrman
- Pulsk Ravn
- Signe Vad
- Sofie Hesselholdt
- Steen Rasmussen
- Suzette Gemzøe
- Søren Hüttel
- Tina Maria Nielsen

### Rådsvalgte medlemmer af Akademiet
- Arkitekt Kent Martinussen
- Direktør Frederik Preisler
- Museumsdirektør Gitte Ørskou
- Advokat Ole Damsbo
- Rektor Lene Dammand Lund
- Billedkunstner Lars Bent Petersen
- Kunsthistoriker Bente Scavenius

## Akademiets medaljer
- C.F. Hansen Medaillen
- Thorvaldsen Medaillen
- Eckersberg Medaillen
- Thorvald Bindesbøll Medaljen
- N.L. Høyen Medaljen
- Franciska Clausen Medaljen

## Æresmedlemmer
Denne liste er ufuldstændig; hjælp gerne med at udfylde den.
- 1754: Bernhard Møllmann
- 1754: Christian von Støcken
- 1754: Otto Thott
- 1754: Joachim Wasserschlebe
- 1757: Waldemar Schmettau
- 1769 (?): Christian Berger
- 1772: Jørgen Scheel
- 1772: Andreas Schumacher
- 1777: Henrik Hielmstierne
- 1777: Joachim Godske Moltke
- 1778: Charles Bonnet
- 1784: Johan Bülow
- 1786: Gregers Christian Haxthausen
- 1788: Jens Bang
- 1790: Friederich Münter
- 1793: Torkel Baden
- 1797: Johann Gottfried Schadow
- 1799: Bernt Anker
- 1800: Ernst Schimmelmann
- 1808: Frederik Julius Kaas
- 1815: Ove Malling
- 1815: Herman Schubart
- 1826: C.F. Rumohr
- 1827: Adam Wilhelm Moltke
- 1829: Poul Christian Stemann
- 1841: Otto Joachim Moltke
- 1843: Adelgunde Vogt[2]
- 1844: Adam Oehlenschläger
- 1856: Jørgen Hansen Koch
- 1886: L.A. Winstrup
- 1969: Mogens Koch
- 1969: Steen Eiler Rasmussen
- 1974: Georg Jacobsen
- 1974: C.Th. Sørensen
- 1977: Peter Bredsdorff
- 1977: Henrik Have
- 1977: Henry Heerup
- 1979: Joseph Beuys
- 1979: Knud W. Jensen
- 1979: Knud Millech
- 1981: Egill Jacobsen
- 1981: Richard Mortensen
- 1982: Poul Kjærgaard
- 1984: C.F. Møller
- 1991: Viggo Møller-Jensen
- 1994: Svend Wiig Hansen
- 1995: Hans J. Wegner
- 1998: Vera Myhre
- 2000: Erik Fischer
- 2000: Henning Larsen
- 2000: Erik Christian Sørensen
- 2001: Vilhelm Wohlert
- 2002: Hans Edvard Nørregård-Nielsen
- 2006: Vibeke Klint
- 2010: Else Marie Bukdahl
- 2012: Hein Heinsen
- 2012: Karen Zahle

Årstal mangler:
- Frederik Christian von Plessen
- J.H. Rawert
- Conrad Rantzau
- Tobias Faber